# Зайтц, Отто
Отто Зайтц (нем. Otto Seitz; 3 сентября 1846, Мюнхен — 13 марта 1912) — исторический живописец, ученик Пилоти.

## Биография
Появившись впервые перед публикой в 1869 с многофигурной, но не вполне удачной по композиции картиной «Убийство Риччио», писал с того времени преимущественно мифологические и аллегорические сюжеты, каковы, например, превосходно сочиненная «Умершая любовь», «Фавн и Нимфа», «Нептун, плывущий по морю» и колоссальный «Прометей, прикованный к скале» и пр. С 1873 был профессором в Мюнхенской академии художеств. Его учениками были Карл Марр, Э. Ф. Тоде.